# Ishmael
Ishmael es una novela de Daniel Quinn. Examina la mitología, sus efectos en la ética, y como se relaciona con la sustentabilidad. Ishmael fue premiado con $500,000 en el Turner Tomorrow Fellowship Award. El libro es el primero de una trilogía que incluye La Historia de B y Mi Ishmael. Las ideas que expone lo convirtieron en un libro de culto casi inmediato.

## Trama
La historia inicia con un anuncio en el periódico: "Maestro busca alumno, debe tener un serio deseo de salvar al mundo. Entrevistas en persona." Un personaje anónimo responde al anuncio tras un sentimiento de nostalgia. Al llegar a la dirección se encuentra con un gorila.
Para sorpresa del hombre, se da cuenta de que el gorila puede comunicarse telepáticamente. Deslumbrado por esto, el hombre pronto conoce la historia de cómo el gorila llega a ser lo que es y se aceptan mutuamente como maestro y alumno.
La novela continúa desde este punto como un diálogo socrático entre Ishmael y su estudiante al tiempo que profundizan en lo que Ishmael se refiere a "cómo las cosas llegaron a donde están hoy" en lo que se refiere a la humanidad.

### Interpretación del Génesis 2.4
Ishmael señala que el Génesis fue escrito por los Semitas, y después adaptada para la estructura de creencias de los hebreos y cristianos.
Ishmael propone que Abel y su extinción metafóricamente representa a los semitas nómadas y su conflicto con los agricultores. Conforme fueron desplazados hacia la península arábiga, los semitas se aislaron de las otras culturas e ilustraron estos eventos a través de la historia oral, la cual fue después adaptada por los hebreos en el libro del Génesis.
Explica además que la caída de Adán representa la creencia semita de que una vez que el hombre usurpó las responsabilidades de Dios -históricamente decididas por leyes naturales como la cadena alimenticia- condenó con esto a la humanidad a perecer. Menciona las crisis ambientales contemporáneas como muestras de esto: especies extintas o en peligro de extinción, calentamiento global, etcétera.